# Kristina Trubina
Kristina Trubina (ur. 5 listopada 1986 w Pawłodarze w Kazachstanie) – kazachska siatkarka, grająca jako środkowa. Obecnie występuje w drużynie Astana.